# Точилово (Одесская область)
Точилово (укр. Точилове, рум. Tocilă) — село, относится к Ананьевскому району Одесской области Украины.
Население по переписи 2001 года составляло 1181 человек. Почтовый индекс — 66413. Телефонный код — 4863. Занимает площадь 7,42 км². Код КОАТУУ — 5120285101.

## Местный совет
66413, Одесская обл., Ананьевский р-н, с. Точилово